# Anna Seigal
Anna Leah Seigal est une mathématicienne britannique qui mène des recherches en géométrie algébrique appliquée à l'université Harvard et à l'université d'Oxford. Elle a reçu le prix SIAM Richard C. DiPrima 2020 et le prix commémoratif Bernard Friedman en mathématiques appliquées. 

## Formation et carrière
Seigal obtient son bachelor (BA avec distinction) de l'Emmanuel College de l'université de Cambridge en 2013, obtenant la 1ère classe, le top 10 des tripos mathématiques. Elle y obtient sa maîtrise (MMath, 2014) en recevant une mention d'honneur avec distinction sur la partie III des tripos mathématiques. Son essai de maîtrise, Iwasawa Theory of Elliptic Curves with Complex Multiplication, a été supervisé par John Coates.
Seigal obtient son doctorat en mathématiques à l'Université de Californie à Berkeley en 2019. Sa thèse, intitulée Structured Tensors and the Geometry of Data, est supervisée par Bernd Sturmfels. Elle y étudie la théorie algébrique des tenseurs et des algorithmes pour les données tensorielles. À l'université d'Oxford, elle est chercheuse junior au Queen's College et chercheuse Hooke au Mathematical Institute. 

## Prix et distinctions
Elle a reçu le prix SIAM Richard C. DiPrima en 2020, et le prix commémoratif Bernard Friedman en mathématiques appliquées. 